# Organización territorial de Kiribati

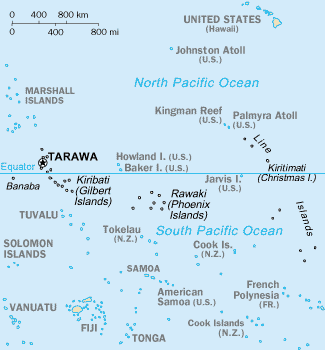
Mapa de Kiribati.

Kiribati está formada por 33 atolones de origen coralino y una isla, Banaba (Ocean). Los grupos de islas son: 
- Banaba: Una isla de 6,5 km² con una población de 470 habitantes a medio camino entre Nauru y las islas Gilbert.
- Islas Gilbert: 16 atolones situados a unos 1500 km al norte de las islas Fiyi que suman 281,10 km² con un población de 83.382 habitantes para 2005.
- Islas Fénix: 8 atolones e islas coralinas situados a unos 1800 km al sudeste de las islas Gilbert que suman 27,6 km²
- Islas de la Línea o Espóradas Ecuatoriales: 8 atolones y un arrecife, a unos 3300 km al este de las islas Gilbert, la parte que pertenece a Kiribati suma aproximadamente 437,2 km²

Otros tres atolones de las islas de la Línea pertenecen a Estados Unidos.
- Datos: Q924986